# Leioa
Leioa – gmina w Hiszpanii, w prowincji Biskaja, w Kraju Basków, o powierzchni 8,52 km². W 2011 roku gmina liczyła 30 626 mieszkańców.